# تاكويا كورودا
تاكويا كورودا (باليابانية: 黒田卓也) هو موزع موسيقي ياباني، ولد في 21 فبراير 1980 في آشيا في اليابان.

## وصلات خارجية
- تاكويا كورودا على موقع IMDb (الإنجليزية)
- تاكويا كورودا على موقع ميوزك برينز (الإنجليزية)
- تاكويا كورودا على موقع أول ميوزيك (الإنجليزية)
- تاكويا كورودا على موقع ديسكوغز (الإنجليزية)
- تاكويا كورودا على موقع قاعدة بيانات الفيلم (الإنجليزية)